# District électoral du Québec
Ne doit pas être confondu avec circonscription électorale du Québec.
Au Québec, un district électoral est une division territoriale établie pour la tenue d'élections municipales. Anciennement, le terme district électoral était utilisé de manière plus générale pour englober ce que l'on nomme aujourd'hui circonscription électorale.

## Distinction entre la circonscription électorale et le district électoral
Au Québec, dans les années 1970, le terme circonscription électorale a même été introduit dans la loi pour remplacer l'appellation générique de district électoral.
En 2022, le gouvernement du Québec a officialisé une distinction entre le district électoral et la circonscription électorale. Il associe ainsi le district électoral à une division territoriale établie pour la tenue d'élections municipales au Québec, tandis qu'il associe la circonscription électorale aux élections du réseau scolaire anglophone, de même qu'aux élections provinciales et fédérales.